# Gabara fumida
Gabara fumida là một loài bướm đêm trong họ Erebidae.